# Svenska Fondhandlareföreningen
Svenska Fondhandlareföreningen, bildat 1908, är en samarbetsorganisation för företag som bedriver värdepappershandel.
SwedSec Licensiering AB, ägt av Svenska Fondhandlareföreningen, ansvarar sedan 2001 för licensieringen av anställda på den svenska värdepappersmarknaden.